# Femi Opabunmi
Femi Opabunmi (* 3. März 1985 in Lagos) ist ein ehemaliger nigerianischer Fußballspieler.

## Verein
Opabunmi begann seine fußballerische Karriere während seiner Ausbildung an der Methodist High School Ibadan für das High-School-Team Old Boys im Jahre 1997. Der Mittelfeldspieler nahm 2001 mit Nigeria an der U-17-Weltmeisterschaft teil und konnte mit seiner Mannschaft den zweiten Platz hinter Frankreich belegen. Er war dabei der Schlüsselspieler der nigerianischen Jugendmannschaft, für die er im Verlauf des Turnieres fünf Tore erzielte. Er war damit, hinter dem Franzosen Florent Sinama-Pongolle, der zweitbeste Torschütze dieser Weltmeisterschaft und belegte bei der Wahl zum Spieler des Turnieres den dritten Platz. Seine Leistungen erweckten die Aufmerksamkeit europäischer Spitzenclubs und er wechselte noch im Jahr 2001 von seinem nigerianischen Verein Shooting Stars F.C. (3SC) in die Schweiz zum Grasshopper Club Zürich. Dort stand er bis 2004 unter Vertrag um anschließend zum israelischen Verein Hapoel Be'er Shewa zu wechseln. Dort hielt er es allerdings nicht lange aus und er verließ den Verein schon nach einem halben Jahr in Richtung des französischen Zweitligisten Chamois Niortais. Dort spielte er bis 2006 um anschließend zu seinem Heimatverein Shooting Stars F.C. zurückzukehren. Im Frühjahr 2007 beendete der offensive Mittelfeldspieler seine Karriere aufgrund anhaltender Knie-Probleme. Ab März 2010 peilte er jedoch ein Comeback an und hielt sich bei 3SC fit.

## Nationalmannschaft
Opabunmi nahm mit der nigerianischen A-Nationalmannschaft an der Fußball-Weltmeisterschaft 2002 teil und war dort der jüngste WM-Teilnehmer. Er stand im letzten Gruppenspiel beim 0:0 gegen England in der Startformation und wurde in der 86. Minute ausgewechselt.